# Teatro Cleon Jacques
O Teatro Cleon Jacques esta localizado na capital do Paraná: Curitiba, e é administrado pela prefeitura da cidade, através da Fundação Cultural de Curitiba.
O teatro pertence ao Centro de Criatividade de Curitiba instalado no Parque São Lourenço e foi inaugurado em 1998 para homenagear o diretor e professor teatral Cleon Jacques falecido em 1997.

## Ligação externa
- Teatro Cleon Jacques